# 愛德華·英格蘭

愛德華·英格蘭的海盜旗

愛德華·英格蘭（Edward England，1685年左右至1721年），原名愛德華·西格（Edward Seegar），是一名愛爾蘭海盜。他曾隨亨利·詹寧斯一起前去尋找在佛羅里達附近沉沒的西班牙1715年寶藏船，1718年開始與查爾斯·范恩一起行動。在查爾斯被招安之後，英格蘭前往非洲。
1720年，他在科摩罗附近海域與駕駛著商船的蘇格蘭船長詹姆斯·麥克雷發生激烈衝突。10天後二人和解，但英格蘭的船員十分不滿，於是叛變并將英格蘭流放到了毛里求斯島上，四個月後，英格蘭和他的追隨者建造了一艘小船，駛向馬達加斯加，但他在1720-21年的冬天便死於熱帶病。

## 外部連接
- Pirate Flags （页面存档备份，存于）
- Edward England section on V'lé Onica's Pirate Cove website
- Merciful Pirate, Edward England （页面存档备份，存于）
- Farewell To Edward England Song
- Project Gutenberg EBook of The Rose of Paradise by Howard Pyle （页面存档备份，存于）
- Edward England Stamp.
- The Black Fleet. （页面存档备份，存于）
- Allen & Ginter Card （页面存档备份，存于）